# Antanimasaka (Ambatolampy)
Antanimasaka – gmina na Madagaskarze, w regionie Vakinankaratra, w dystrykcie Ambatolampy. W 2001 roku zamieszkana była przez 5 194 osób. Siedzibę administracyjną stanowi miejscowość Antanimasaka.